# Arteria iliaca comune

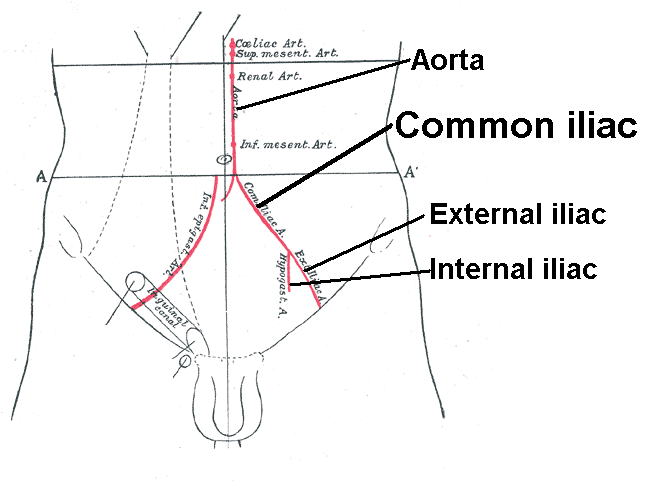

L'arteria iliaca comune (o anche solo arteria iliaca) è un vaso sanguigno di grandi dimensioni che si trova nella regione pelvica del corpo umano. Esistono due arterie iliache comuni: quella destra e quella sinistra. Esse nascono dalla biforcazione dell'aorta addominale. A ciascuna arteria iliaca comune fa capo l'irrorazione dei visceri e delle pareti pelviche, nonché dell'intero arto inferiore corrispondente.

## Descrizione
L'arteria iliaca nasce dall'aorta addominale a livello della quarta vertebra lombare; si dirige in basso e in fuori, fino all'articolazione sacro-iliaca, dove termina dividendosi in:
- arteria iliaca esterna, a livello del legamento inguinale, termina nell'arteria femorale comune. Quest'ultima si divide in un ramo superficiale e uno profondo.
- arteria iliaca interna, nasce a livello dell'articolazione sacro-iliaca e si porta verso l'alto e fino al cervello, considerando anche l'indietro flusso fino al margine superiore del grande foro ischiatico. Incrocia i muscoli grande psoas, piriforme ed il tronco nervoso lombo-sacrale per poi dividersi in un tronco anteriore ed uno posteriore.